# Poddubnyj
Poddubnyj (russisk: Поддубный) er en russisk spillefilm fra 2014 instrueret af Gleb Orlov.

## Medvirkende
- Mikhail Poretjenkov som Ivan Poddubnyj
- Katerina Sjpitsa som Marija "Masja" Dozmarova
- Aleksandr Mikhajlov som Maksim Ivanovitj Poddubnyj
- Roman Madjanov som Tverdokhlebov
- Vladimir Ilin som Drubitj